# Moritz Wilhelm Drobisch
Moritz Wilhelm Drobisch (ur. 16 sierpnia 1802 w Lipsku, zm. 30 września 1896 tamże) – niemiecki filozof i matematyk. Od 1826 profesor matematyki w Lipsku, od 1842 do 1866 również filozofii. Obok badań matematyczno-fizykalnych: "Quaestionum mathematico-psychologicarum spec. I-V" (1836-39), rozwijał także filozofię Herbarta: "Neue Darstellung der Logik" (5 wyd. 1887).
Studiował matematykę i filozofię na Uniwersytecie w Lipsku w latach 1820-1824, uzyskał doktorat i habilitację na Wydziale Filozofii w 1824 roku. W latach 1826-1868 był profesorem zwyczajnym matematyki. W 1868 zrezygnował z tej profesury, aby móc poświęcić się wyłącznie filozofii. W 1842 zastąpił Wilhelma Traugotta Kruga na stanowisku profesora filozofii. W roku akademickim 1840-1841 był rektorem uniwersytetu.

## Dzieła
- Beiträge zur Orientierung über Herbart's System der Philosophie, Voß, Leipzig 1834
- Neue Darstellung der Logik nach ihren einfachsten Verhältnissen. Nebst einem logisch-mathematischen Anhange, 1836, 1863
- Quaestionum methematico-psychologicarum spec. I-V, Leipzig 1840
- Grundlehren der Religionsphilosophie, Voß, Leipzig 1840
- Empirische Psychologie nach wissenschaftlicher Methode, Voss, Leipzig 1842, 1898
- Über die mathematische Bestimmung der musikalischen Intervalle, 1846
- Erste Grundlegung der mathematischen Psychologie, Voss, Leipzig 1850
- Neue Darstellung der Logik nach ihren einfachsten Verhältnissen. Mit Rücksicht auf Mathematik und Naturwissenschaften. Voss, Leipzig 1863 (Nachdruck: Olms, Hildeheim 1968)
- Die moralische Statistik und die menschliche Willensfreiheit. Voss, Leipzig 1867.
- Über die Fortbildung der Philosophie durch Herbart, 1876
- Kant's Dinge an sich und sein Erfahrungsbegriff, Voss, Hamburg 1885
- Enzyklopädie der Philosophie, Hrsg. von Otto Flügel, Beyer, Langensalza 1908